# Complot de femmes
Complot de femmes (The Stepsister) est un téléfilm américain réalisé par Charles Correll et diffusé en 1997.

## Synopsis
Un veuf entre en relation avec une veuve.

## Fiche technique
- Titre original : The Stepsister
- Titre français : Complot de femmes
- Réalisation : Charles Correll
- Scénario : Matt Dorff
- Pays :  États-Unis
- Langue : anglais
- Durée : 91 min.

## Distribution
- Rena Sofer : Darcy Canfield Ray
- Bridgette Wilson : Melinda Harrison
- Richard Joseph Paul : docteur Victor Ray
- Donnelly Rhodes : professeur Jeffrey Thurston
- Don S. Davis : inspecteur Church
- Alan Rachins : docteur Derek Canfield
- Linda Evans : Joan Curtis Shaw Canfield
- Charles Siegel : Skolsky
- Russell B. Porter : Peter
- Alexander Pollock : Brian Harrison
- Lynda Boyd : Margaret Curtis
- Freda Perry : Sheila
- Tosca Baggoo : officier Sanders
- Cheryl Wilson : docteur Donna Canfield
- John Tierney : Pasteur
- Chris Bradford : Jason
- Patrick Currie : Todd
- Tessa Richards : Angela
- Kira Clavell : Erica
- Pamela MacDonald : Mary
- Camille Mitchell : Jean Shaw
- Diana Stevan : Tante Trish
- Michael St. John Smith : Brian Seiler
- Marcy Goldberg : infirmière dans la salle d'opération
- French Tickner : chef du personnel
- Kevin Blatch : chef traiteur
- Robert Thurston : directeur du funérarium
- L. Harvey Gold : juge
- David Richard Lewis : aide
- Lesley Ewen : chef de la sécurité
- Anthony Harrison : docteur de la prison
- Norma Jean Wick : journaliste